# Андреј Макин
Андреј Макин (фр. Andreï Makine; Краснојарск, 10. септембар 1957) је француски књижевник, руског порекла.

## Биографија
Андреј Макин је рођен 1957. у Краснојарску (Сибир) и образован је у духу француског језика и културе. Докторирао је филолошке науке на Московском универзитету 1987. Крајем осамдесетих година настањује се у Француској. Предавао је неколико година руски језик и књижевност, а на Универзитету Париз IV је одбранио докторат о делу великог руског писца Ивана Буњина.
Романи
- Кћи хероја Совјетског Савеза,
- Исповест грешнога стегоноше,
- Док Амур тече
- Француско завештање (1995)
- Злочин Олге Арбељине,
- Реквијем за Исток,
- Музика једног живота (2001).